# Itame aegaria
Itame aegaria là một loài bướm đêm trong họ Geometridae.